# L'Aventure extraordinaire d'un papa peu ordinaire
 (décembre 2017).
Si vous disposez d'ouvrages ou d'articles de référence ou si vous connaissez des sites web de qualité traitant du thème abordé ici, merci de compléter l'article en donnant les références utiles à sa vérifiabilité et en les liant à la section « Notes et références ».

L'Aventure extraordinaire d'un papa peu ordinaire est un film français réalisé par Philippe Clair, sorti en 1989.

## Synopsis
Vittorio est un comédien talentueux qui tarde à percer. Ayant accepté de jouer Cyrano de Bergerac dans un théâtre allemand, il est loin de sa femme et de son fils restés à Paris. C'est au moment où il décroche enfin un grand rôle dans un théâtre parisien, qu'il découvre en rentrant chez lui que son appartement a été vidé et mis en vente. Sa femme est partie en Amérique du Sud, séduite par un riche homme d'affaires, et a emmené le petit, sans rien dire. Vittorio part à leur recherche, au bout du monde, et, prêt à tout pour retrouver son fils, n'est pas au bout de ses peines...

## Fiche technique
- Titre : L'Aventure extraordinaire d'un papa peu ordinaire
- Réalisation : Philippe Clair
- Scénario : Philippe Clair et Catherine Ramberg
- Production : Pierre Sayag, Emmanuel Schlumberger et Pancho Toro
- Musique : Christian Cravero et François Valéry
- Photographie : Juan Andrés Valladares
- Montage : Michel Lewin
- Décors : Manuel E. Henriquez
- Costumes : Anne Schotte
- Pays d'origine :  France
- Format : Couleurs - 2,35:1 - Mono - 35 mm
- Genre : aventures, comédie
- Durée : 98 minutes
- Date de sortie : 1989 (France)

## Distribution
- Aldo Maccione : Vittorio
- Laura del Sol : Laura
- Michael Clair : Alex
- Jean Carlo Simancas (voix française : Bernard Tiphaine) : Domingo Villaverde
- Daniel Alvarado : le général
- Philippe Khorsand : le sauveur
- Alberto Maccione : le fils naturel
- Freddy Galavís : Ortega
- Tania Sarabia : Rosina
- Orlando Urdaneta : le policier à moto
- Ana-Maria Lazo : Roxane
- Alma Ingianni : Dona Ines
- Giannina Zusi Berges : Carmen
- Gustavo Rodríguez : Martinez
- Freddy Pereira (voix française : Luis Rego) : l'avocat